# Eucera alborufa
Eucera alborufa är en biart som först beskrevs av Radoszkowski 1872.  Eucera alborufa ingår i släktet långhornsbin, och familjen långtungebin. Inga underarter finns listade i Catalogue of Life.